# Saymon
Saymon de Barros Cabral, meglio noto come Saymon (Chapecó, 9 luglio 2001), è un calciatore brasiliano, centrocampista del Dibba Al-Fujairah.

## Carriera
Ha giocato nella prima divisione slovacca ed in quella emiratina.

## Statistiche

### Presenze e reti nei club
Statistiche aggiornate al 29 dicembre 2020.
| Stagione        | Squadra         | Campionato      | Campionato | Campionato | Coppe nazionali | Coppe nazionali | Coppe nazionali | Coppe continentali | Coppe continentali | Coppe continentali | Altre coppe | Altre coppe | Altre coppe | Totale | Totale |
| Stagione        | Squadra         | Comp            | Pres       | Reti       | Comp            | Pres            | Reti            | Comp               | Pres               | Reti               | Comp        | Pres        | Reti        | Pres   | Reti   |
| --------------- | --------------- | --------------- | ---------- | ---------- | --------------- | --------------- | --------------- | ------------------ | ------------------ | ------------------ | ----------- | ----------- | ----------- | ------ | ------ |
| 2019-2020       | Spartak Trnava  | SL              | 7          | 1          | CS              | 0               | 0               | UEL                | 0                  | 0                  |             | -           | -           | 7      | 1      |
| 2020-2021       | Spartak Trnava  | SL              | 17         | 3          | CS              | 0               | 0               |                    | -                  | -                  |             | -           | -           | 17     | 3      |
| Totale carriera | Totale carriera | Totale carriera | 24         | 4          |                 | 0               | 0               |                    | 0                  | 0                  |             | -           | -           | 24     | 4      |